# Haram Maydūm
Haram Maydūm är en pyramid i Egypten.   Den ligger i guvernementet Beni Suef, i den centrala delen av landet, 80 km söder om huvudstaden Kairo. Haram Maydūm ligger 55 meter över havet.
Terrängen runt Haram Maydūm är platt. Runt Haram Maydūm är det ganska tätbefolkat, med 96 invånare per kvadratkilometer. Närmaste större samhälle är Al Wāsiţah, 7,3 km sydost om Haram Maydūm. Trakten runt Haram Maydūm består till största delen av jordbruksmark.